# محاصره اترار
محاصره اُترار محاصره‌ای بود که میان دسامبر ۱۲۱۹ و فوریه ۱۲۲۰ در روند گشایش امپراتوری خوارزمشاهیان از‌سوی مغول، در اترار (فاراب) یک شهر بازرگانی بزرگ در کرانه رودخانه سیردریا رخ داد. غايرخان، فرماندار شهر، کالاهای یک کاروان بازرگانی مغول را در سال گذشته، گرفته بود. پس‌از تحریکات بیشتر جانشین غایرخان و فرمانروای امپراتوری خوارزمشاهیان، سلطان محمد خوارزمشاه، چنگیزخان تاخت‌وتاز پروپیمان به امپراتوری را آغاز کرد. شهر دارای پادگان و برج‌وبارو بود و نیروهای مغول پیروزی در نبردها را دشوار می‌دیدند. پیشرفت به آرامی انجام شد و در فوریه چنگیز به اطمینان بسنده رسید و بخشی از ارتش خود را جدا کرده به‌سوی جنوب، رو‌به فرارود به‌راه انداخت. پسرانش چغتای و اوگتای برای به فرجام رساندن محاصره در اترار ماندند. قره‌چه، سردار برجسته شهر، در فوریه ۱۲۲۰ آن‌جا را رها کرد و ایستادگی ارگ شهر به‌زودی فرو ریخت. غايرخان فرماندار شهر زنده دستگیر و کشته شد. برخی بن‌مایه‌ها بازگو می‌کنند که او با ریختن فلز گداخته در سورا‌خ‌هایش کشته شد. این داستان نمایانگر آزمندی فرماندار در به‌چنگ‌آوردن کاروان‌هاست هرچند صحت این گزاره را نمی‌توان تایید کرد. چشم‌داشت سلطان محمد خوارزمشاه این بود که تازندگان کوچ‌نشین در دستیابی به اترار شکست بخورند، ولی فروریختن ایستادگی اترار دل امپراتوری خوارزمشاهیان را برای گشایش باز کرد؛ مغولان شهرهای بزرگ بخارا، سمرقند و گورگنج را تک و بی‌یار کرده و گرفتند.

## پیش زمینه
واحه اترار دربردارندهٔ ۱۰ شهرِ با برج و بارو و ۵۰ روستای کوچک‌تر، سرزمينی به پهناوری ۲۰۰ کیلومتر مربع (۷۷ مایل مربع) را در نزدیکی برخوردگاه رودخانه سیر دریا و شاخه آن، رود آریس، در بر می‌گرفت. هر دو رودخانه شمار فراوانی از کانال‌های آبیاری را سیراب می‌کردند. این واحه که از سده دوم پيش از میلاد در آن مردمانی نشیمن گزیده بودند، یک سرزمین حائل میان سبزدشت عشایری در شمال و فرهنگ‌های کم‌جنبش در جنوب بوده است. شهر اترار خیلی استوار بود و در بالای زمینی به بلندای ۲۰ متر (۶۶ فوت) به نام "توب" جای داشت. اترار همچنین برخوردگاه چندین راه بنیادین بازرگانیِ جاده ابریشم بود که از باختر به گرگانج و اروپا، از جنوب به سمرقند و دیگر شهرهای بزرگ آسیای میانه و از خاور به چین از راه دروازه زونگاریان می‌انجاميد.
شهر اترار در سال ۱۲۰۴ زیر چیرگی یک فرمانروای قراخانی به نام تاج‌الدین بیلگه خان بود که در جایگاه دست‌نشانده قراختاییان ارتشی را برای کمک به سلطان محمد خوارزمشاه در برابر غوریان رهبری می‌کرد.
قراختاییان در پی رویدادهایی که در مرزهای خاوری‌شان رخ می‌داد ناتوان شدند: چنگیزخان پدید آوردن چیرگی و بالادستی بر تبارهای مغول را آغاز کرده که ناپایداری بزرگ در آن پیرامون را به دنبال آورده بود.
کوچلک خان، شاهزاده نایمانی که از مغول‌ها شکست خورده‌بود، در سال ۱۲۱۱ توانست تاج و تخت قراختاییان را به دست آورد و اینگونه سلطان محمد خوارزمشاه از آشوب بهره‌وری کرد و سرزمین خوارزمیان را بسیار گسترش داد.
او بین سال‌های ۱۲۱۰ تا ۱۲۱۲ همه فرارود و سرزمینهای شمال تا اترار را گرفت و فرمانداران بومی خود را جایگزین کرد و تاج‌الدین را به نسا دور راند.
تا سال ۱۲۱۸ امپراتوری خوارزمشاهیان بیشتر آسیای میانه و ایران را زیر فرمان خود داشت و اينگونه چاپلوسان با واژگانی مانند «اسکندر دوم» سلطان محمد خوارزمشاه را می‌ستودند.
با این همه سلطان محمد خوارزمشاه هنوز کم‌توان بودند. امپراتوری‌اش گسترده و نوبنياد بود، با مدیریتی که هنوز در حال گسترش بود.
افزون بر این، مادرش ترکان خاتون همچنان توانمندی چشمگيری در کشور داشت.
پیتر بنیامین گلدن تاریخ‌نگار، پیوند میان شاه و مادرش را "دوسالاری ناآرام" نامید که کارکردش بیشتر به زیان محمد بود.
ضیا بونیاتوف تاريخ‌نگار شوروی بازگو کرد که دستورهای محمد، بيشتر از سوی ترکان خاتون هیچ می‌شد. ترکان عملاً پایتخت خوارزمشاهیان، گرگانج را از آن خود کرد و محمد را ناچار کرد که دربار خود را به سمرقند ببرد.
‌ترکان خاتون که شاهدخت قپچاق بود همچنين جانشینی را دستکاری کرد و ادعای جلال‌الدین پسر بزرگ سلطان محمد خوارزمشاه  را به سود برادر ناتنی‌اش اوزلاق که از سوی مادر يک قپچاق بود، بی‌ارج کرد.
او همچنین بسیاری از خویشاوندان خود را در جایگاه‌های ترازبالای دولت خوارزمیان جای داد.
نیروهای کمکی قپچاق در ارتش سلطان محمد خوارزمشاه، افزون بر مسلمان نبودنشان، تندخو، آزمند و بیشتر زمان‌ها بی‌وفا بودند.
پس جای شگفتی نیست که گزارش‌های بنیادین تاخت‌وتاز مغول به خوارزمشاهیان که همگی از سوی نویسندگان مسلمان نوشته شده‌است، سرزنش را بر آزمندی قپچاق فرود می‌آورند. این بن‌مایه‌ها به‌ویژه از یکی از برادرزاده‌های ترکان خاتون، مردی به نام اینالچوق، نام می‌برند که در جایگاه فرماندار اترار که شهر مرزی سرزمین خوارزمشاهیان است، گماشته شده‌بود.

## رويداد
اترار در جايگاه كانون بازرگانی، کاروانی مغول دربردارنده ۴۵۰ بازرگان را در زمستان ۱۲۱۸-۱۲۱۹ پذیرفت این بازرگانان که اندازه فراوانی کالاهای زیوری مانند زر ، سیم، خزهای سمور و ابریشم به همراهمی آوردند، از پیروان یکی از سرداران چنگیزخان بودند. اینالچوق آنها را سخن‌چین دانست و کشت و کالاهای آنها را از آن خود کرد. هم درباره دست داشتن سلطان محمد خوارزمشاه و هم درستی اتهام يادشده گفتگوی بسيار شده‌است.
با آنکه برخی از وقایع‌نگاران، مانند شهاب الدین محمد النساوی، کشتار را به گردن اینالچوق و آزمندی‌اش می‌اندازند ولی بیشترشان دست داشتن خود سلطان محمد خوارزمشاه را نیز پیش می‌کشند.
پل راچنفسکی باور دارد که اینالچوق می بایست «همراهی ضمنی» سلطان محمد خوارزمشاه برای انجام چنین تابویی داشته باشد.
چنين می‌نمايد كه اتهام سخن‌چينی تا اندازه بالايی درست بوده‌است: هم خوارزمی‌ها و هم مغول‌ها  از بازرگانان و دیپلمات‌ها در جايگاه سخن چين بهره‌وری می‌کردند که آگاهی‌های راهبردی ارزشمند را بیاموزند و آگهی‌های خوب را در جایگاه بخشی از کارویژه‌های خود پخش کنند.
کشتار بازرگانان در اترار به دو دلیل رویدادد بسیار ناگوار شمرده شد. نخست بر پایه هنجارهای مغول، فرستادگانی از هر گونه‌ای که باشند، از هر دست‌درازی‌ای در‍پناه شمرده می‌شدند، و هرگونه خوارداشتی به آنها،  كيفر یا كينجويی در پی می‌داشت.
باید در نگر داشت که کشتار بازرگانان گشایش جنگ اقتصادی نیز شمرده میشد.
برای عشایر استپ همیشه  آرامش و آسایش راه های بازرگانی برجستگی فراوان داشت:
از آنجایی که خوارزمیان بر همه راه های فراتر از اترار چیرگی داشتند مغول ها اکنون از انبازان بازرگانی در خاور نزدیک جدا شده بودند.
افزون بر این، شکست خوردن قراختاییان از کوچلوگ، تنش های دینی و سرزمینی را در ترکستان پدید آورده بود.
چنگیزخان پس از پذیرفته نشدن پیشنهادهای دیپلماتیکش، برای جنگ آماده شد. او سردار خود موقالی را در جایگاه جانشین در شمال چین گذاشت تا جنگ در برابر جین‌ها را پی بگیرد و بخش بزرگی از ارتش خود را در کوه‌های آلتای  گردآوری کرد.
با آنکه تاریخ‌نگاران سال‌های نخستین سده بیستم مانند واسیلی بارتلد نیروی مغول را بین صدوپنجاه تا دویست هزار تن ارزیابی کردند پژوهشگران نوین برآوردی میان پنجاه تا هفتادوپنج هزار تن پیش کشیده‌اند.
گزارش شده‌است که سلطان محمد خوارزمشاه بیش از چهارصد هزار سرباز داشت. و بن‌مایه‌های سده‌های میانه می‌گویند که اترار بین پانزده تا پنجاه هزار سرباز داشت، ولی این شمارها می‌تواند تا ۱۰ برابر بزرگنمایی شده باشد. فرماندهی بخشی از نیروهای شهر را قره‌چه، سرداری که سلطان محمد خوارزمشاه برای کمک به اینالچوق فرستاده بود، بر دوش داشت.

## شهربند
نیروهای مغول در پاییز ۱۲۱۹ با گذر از چندین رودخانه و دریافت نیروهای کمکی از هم‌پیمان‌های‌شان به سیر دریا رسیدند.
پسران دوم و سوم چنگیز، چغتای و اوگدی ، برای محاصره شهر فرستاده شدند.
چنگیز خود در آن سوی رودخانه ماند و برای سلطان محمد خوارزمشاه تله گذاشت تا اگر سلطان برای درگیر شدن با نیروهای محاصره‌کننده جلو می‌آمد، چنگیز از رودخانه بگذرد و ارتش خوارزمشاهی را نابود کند.
سلطان محمد خوارزمشاه در تله نیفتاد، پس چنگیز برنامه دیگری ریخت. از آنجایی که محاصره اترار زمانبر بود، او نیروهای خود را بخش کرد.
برزرگترین پسر چنگیز، جوجی خان به شمال فرستاده‌شد تا شهرهای در راستای سیردریا را بگیرد، در حالی که سردارهای بزرگ سبتای و جبه نویان با نیروی کمی به سوی جنوب به دره فرغانه فرستاده شدند.
خود چنگیز کوچک‌ترین پسرش تولوی را با خود برد و با کمک راهنماهای بومی در بیابان قزل‌قوم ناپدید شد تا یک تاخت‌وتاز غافل‌گیرکننده به بخارا انجام دهد.

## بن‌مایه
- همکاری‌کنندگان ویکی‌پدیا، «Otrar Catastrophe»، ویکی‌پدیای انگلیسی، دانشنامهٔ آزاد (بازیابی ۶ آبان ۱۴۰۳)